# ジェイク・ショート
ジェイク・ショート（Jake Short、1997年5月30日 - ）は、アメリカ合衆国の俳優。

## 出演作品
- 天才学級アント・ファーム
- ショーツ　魔法の石大作戦
- デクスター 警察官は殺人鬼 シーズン4（スコット）